# 都古流
都古流（みやここりゅう）は、1902年（明治35年）11月、空瓢堂磯貝一阿彌が創ったいけばな（華道）の流儀。

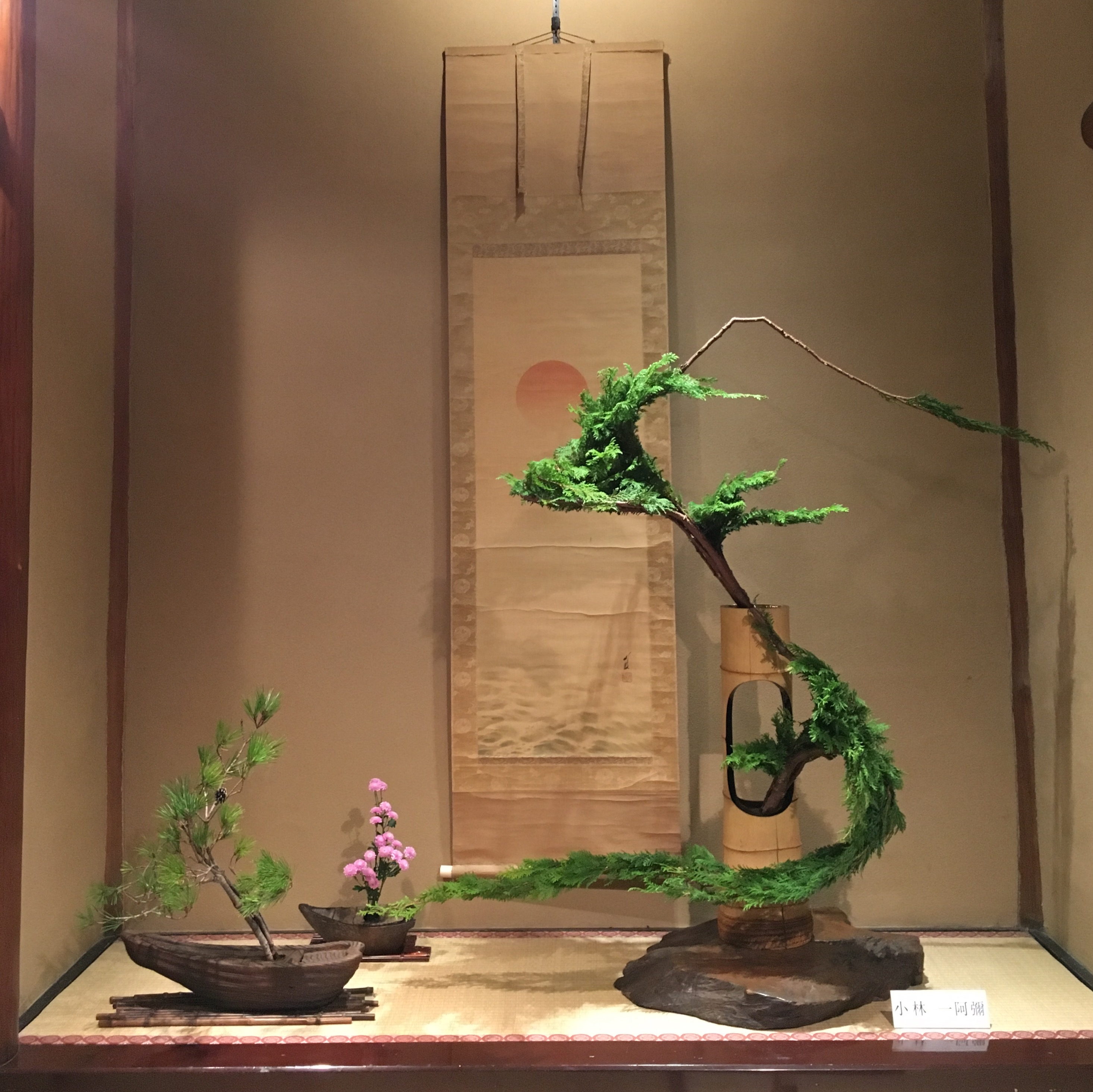
目黒雅叙園2017年

## 概要
都古流（流祖） 、都古流鈴木派（流祖の高弟が分派）、都古流一孝会（1919年（大正8年）に家元を村瀬一水に譲り、 その後内田一油→一孝と継承）、都古流正派と分派している。
都古流の花は、生花（せいか）と自由花の二つに大別される。生花は江戸時代に床の間を飾る為に成立した古典様式のいけばなである。都古流には、流祖より伝わる伝統の「生花」と床の間以外の現代空間に向けて生花を進化させた「新生花」が並立している。
流祖の系譜は代々が流祖二世、三世・・と襲名されている。空瓢堂磯貝一阿彌の夫人（本名・和歌）は磯貝宗和（1854年 - 1940年）として石州流の茶の湯者としても知られる。

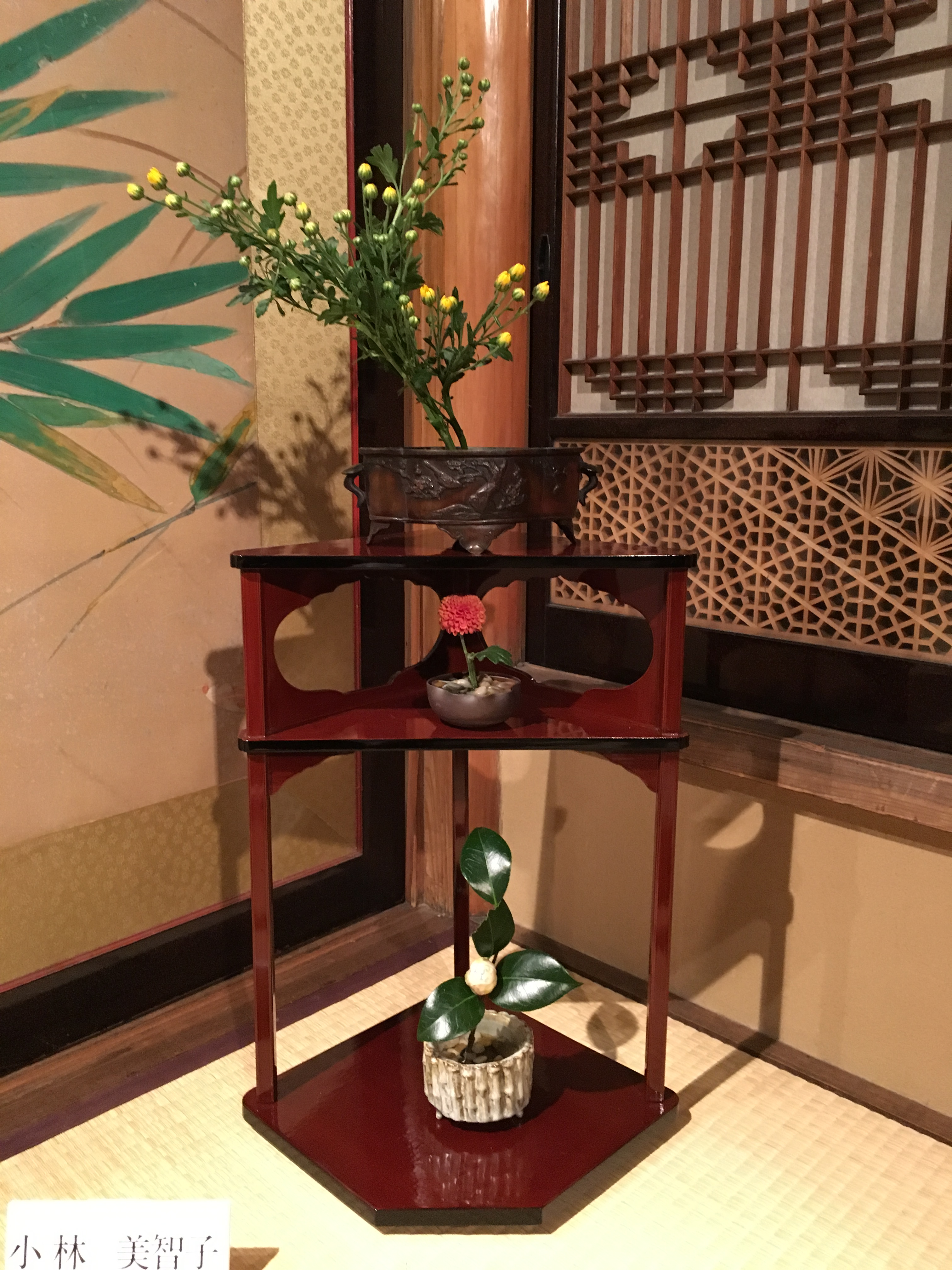
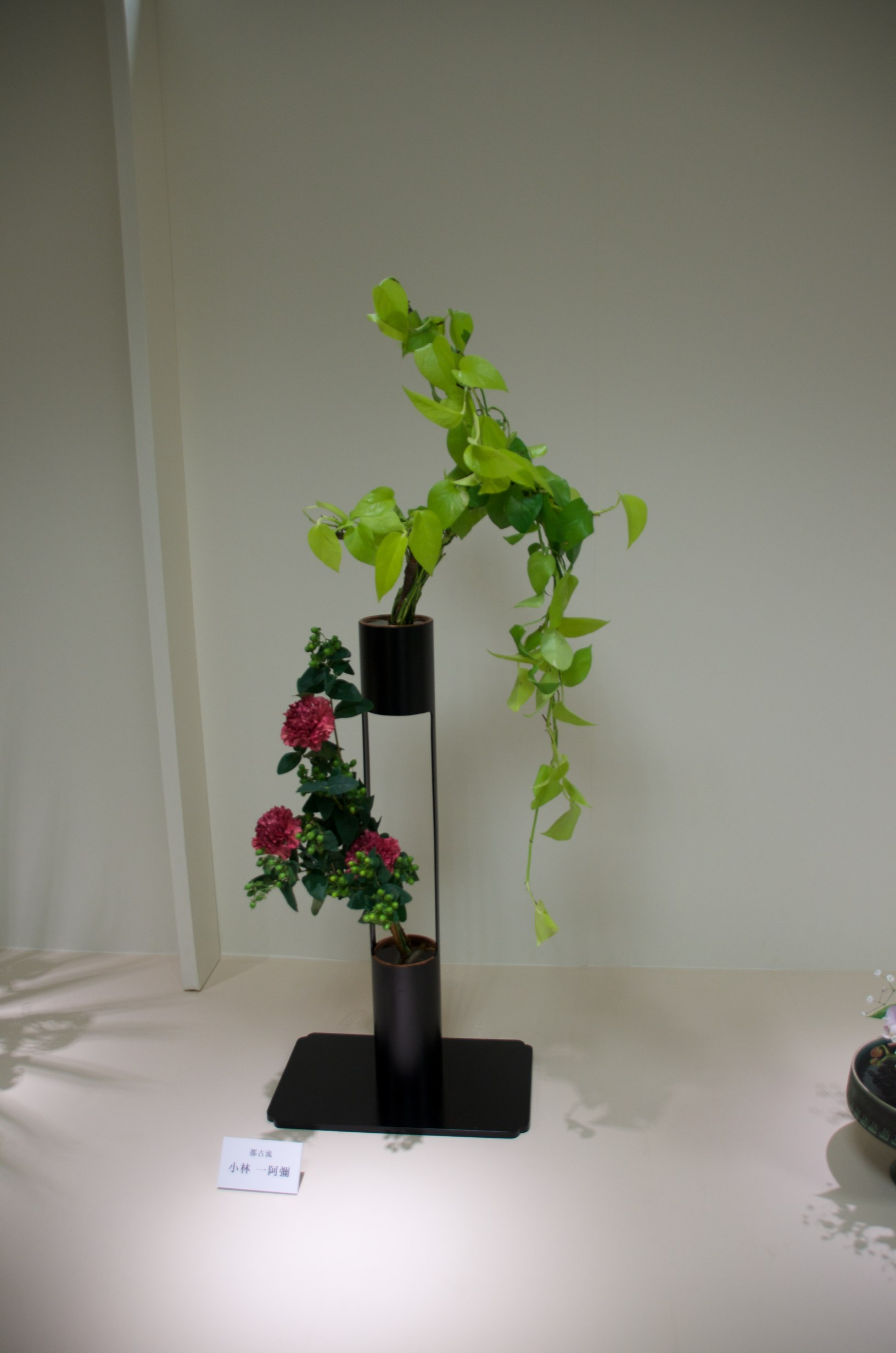
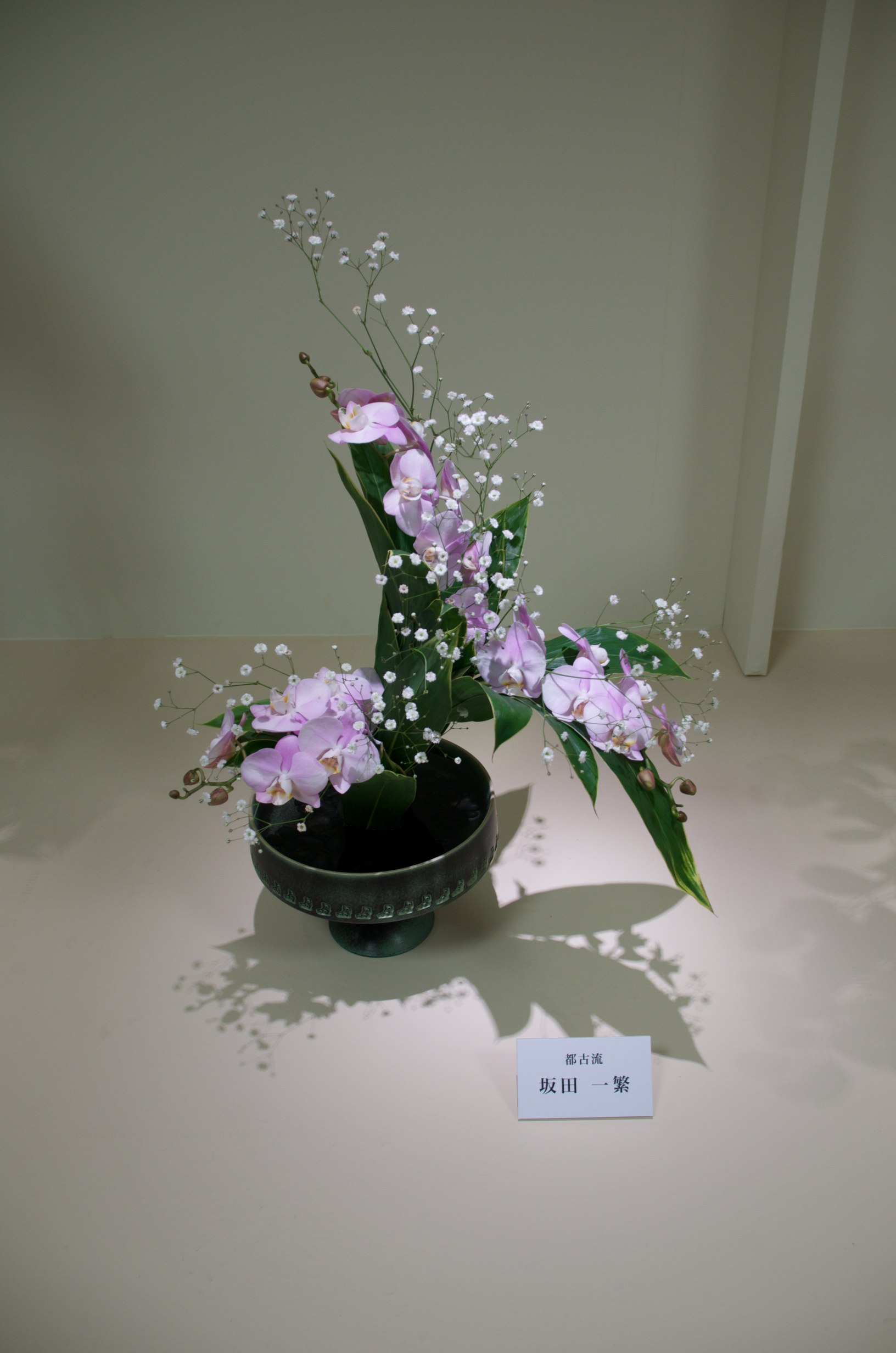